# Badtibira
Badtibira was een zeer oude stad in Sumer.

## De koningslijsten
De Sumerische Koningslijsten noemen de stad als een van de vijf steden van vóór de zondvloed, samen met  Eridu, Larak, Sippar en Shuruppak. Deze lijsten behandelen de zondvloed als een historische gebeurtenis. Na de zondvloed werd Eridu eerst de zetel van het koningschap dat van de hemel afdaalde.

Toen viel Eridu en werd het koningschap naar Badtibira genomen. In Badtibira heerste Enmenluanna 43.200 jaar lang. Enmengalanna heerste 28.800 jaar. Dumuzi, een herder, heerste 36.000 jaar. Drie koningen. Zij heersten 108.000 jaar.

Over de extreem lange regeerperioden is veel gedebatteerd. Een van de problemen is dat het gebruikte spijkerschrift een zestigtallig stelsel hanteerde, en 36.000=10x60x60. Een gebrekkige interpretatie van de spijkerschriffttekens in de oude bronnen, mogelijk al in de oudheid, kan daarmee tot fouten leiden met een factor van 60 or zelfs 60x60=3.600.

## In later tijden
In de tijd van Isin en Larsa behoorde Badtibira tot het koninkrijk Larsa. Koning Siniddinam liet er bouwwerk verrichten aan de stadsmuur.

## Identificatie met Tell Madineh
In de jaren 1980 verscheen er op de markt voor antiquiteiten een nieuwe inscriptie van koning Entemena, gouverneur van Lagash waarin hij zijn broederschap met Lugal-kinishe-dudu, gouverneur van Uruk beschrijft. In dat document wordt En-temena genoemd als de bouwer van de tempel E-mush voor de godin Inanna en de god Lugal-E-mush, een epitheton voor Dumuzi. Uit andere teksten was bekend dat de E-mush of ook E-mush-kalama in Badtibira stond. Helaas was het document niet bij een legitieme opgraving ontdekt en dus was de vindplaats niet bekend. In 1953 waren er echter vier kleine brokstukken van een tablet in Tell Madineh, zo'n 45 km NNW van Ur, gevonden die bij nader inzien afkomstig zijn van hetzelfde kleitablet. Daarmee is de identificatie van Badtibira en Tell Madineh (vrijwel) zeker.